# CFA-44
CFA-44 ノスフェラト（英: CFA-44 Nosferatu）は、バンダイナムコゲームス（後のバンダイナムコエンターテインメント）のXbox 360用フライトシューティングゲーム『ACE COMBAT 6 解放への戦火』、同PlayStation 3およびXbox 360用『ACE COMBAT ASSAULT HORIZON』、同PlayStation 3専用『エースコンバット インフィニティ』、同PlayStation 4/Xbox One/Steam用『ACE COMBAT 7 SKIES UNKNOWN』、アーケードゲーム『マッハストーム』、小説『エースコンバット イカロス・イン・ザ・スカイ』に登場する架空の軍用機。登場各作品は舞台となる世界観が異なり、本機の設定もそれに準じて大きく異なる。本項ではCFA-44に帯同する無人機のUAV-45やMQ-90も記述する。

## 概要
エースコンバットシリーズのストレンジリアル世界を舞台とした『エースコンバット6』で初登場し、エストバキア軍のイリヤ・パステルナーク少佐が搭乗しエメリア軍と対峙する。また、特定の条件を満たすことでプレイヤーも使用可能である。『エースコンバット7』ではDLCとして配信され、プレイヤーが使用可能となった。
現実世界を舞台とした『エースコンバット アサルト・ホライゾン』ではDLC配信されてプレイヤーが使用可能となった他、『エースコンバット アサルト・ホライゾン マスターファイル ASF-X震電II』ではアサルト・ホライゾンの世界におけるCFA-44の設定について紙面が割かれている。また、同じく現実世界を舞台とした小説『エースコンバット イカロス・イン・ザ・スカイ』にも登場した。
現実世界とストレンジリアル世界を融合させた世界観の『エースコンバット インフィニティ』では、CFA-44を無人化した機体としてQFA-44が敵機として登場し、アップデートでプレイヤー用の機体としてCFA-44が配信された。
エースコンバットシリーズではないものの、『マッハストーム』では自機として使用可能である。
CFAは「Carrier Fighter Attacker（艦上戦闘攻撃機）」の略称で、44という数字は搭載される2基のレールガンを.44マグナム弾を使う拳銃を二丁拳銃で扱う様に見立てて名付けられた。愛称のノスフェラトとは、不死者や吸血鬼を意味している。

## 共通する構造
世界観ごとに開発経緯や武装などの設定に差異があるが、外観やコックピット内装には共通性が見られる。

### 機体構造
チャインと呼ばれるエッジによって機首が明確に上下に分かれているほか、五角形状のエアインテーク、外側に傾いた斜め双垂直尾翼などを持ち、全体的に垂直面が少ない、ステルス機に特有の機体形状を有する。主翼直近に細長い短冊状のカナードが主翼前縁と平行に取り付つけられたエンテ型で、主翼はクランクト・カイトと呼ばれる翼平面形を持つ。翼端は折畳み機構付である。エンジンはやや左右に間隔を空けた双発で、3枚パドル式の左右独立推力偏向装置を有する。キャノピー下方の機首左側面には格納式の空中給油プローブを装備している。
グラスコックピットにより、座席正面には一枚の大型多機能ディスプレイが備えられており、画面を分割して多様な情報を表示できるようになっている。

### 武装
主翼下にはロックオンに連動して発射位置へとスライドアップする短射程ミサイル用の半格納型パイロンがある。固定武装としては左右のカナード基部付近にシャッター付きの航空機関砲を2基を搭載し、発砲時にのみシャッターが開くシステムになっている。
エアインテーク後方の機体上面左右2ヶ所に中型のものと、左右エンジンの下部中間に大型のポップアップ式ウェポンベイを持つ。各種作品において、小型ミサイルを連続発射可能な全方位多目的ミサイルランチャー（ADMM）、レールガン（EML）、電子兵装を搭載する。
ADMMは多数の目標に対し超小型多目的ミサイルを垂直発射して攻撃を行う兵装である。対地対艦対空を問わず、多くの目標の殲滅を単機で可能とする。超小型ミサイルはVLS方式のランチャーに格納されており、中型のランチャーユニットを機体上面2ヶ所、大型のものを中央下部のウェポンベイに搭載する。その構造上、ミサイルは機体周囲にいったん射出された後に誘導目標へ向けて飛行を開始するため発射時には機体上下にある程度の空間が必要であり、至近距離の目標に対しては有効ではなく、低空飛行時や閉鎖空間内など機体上下方向に障害物がある状態で使用するとミサイルが障害物に命中してしまう。
レールガンは、機体上面の2つのウェポンベイに左右1基ずつ搭載される。発射時にはウェポンベイが開いた後、ユニット内に格納されている砲身が伸長し、左右交互に発射される。弾体は無誘導であり直線的に発射されるだけだが、長射程かつ弾速が速く高い威力を誇る。
電子兵装は機体上部2ヶ所のウェポンベイに搭載され、使用時のみウェポンベイから展開される。

## ストレンジリアル

### 概要
エストバキア連邦が開発した次世代ステルス艦上戦闘機。
機体の基本性能は高く、特に機動性・加速性・最高速度に優れるものの、安定性が低く失速しやすく、攻撃に対する耐久性が低いといった欠点も抱えている。また、無人戦闘機UAV-45を同時に複数機制御することも可能な統合コンピューターシステムなど、強力なアビオニクスも有し、1名のパイロットのみで戦線の維持を可能とする。しかしその機体特性も含め、パイロットに対しても高い適性を求める機体でもある。高いアビオニクス能力から、第6世代戦闘機の先駆けとも位置付けられている。

### 開発経緯
2005年6月1日、エストバキアの国営軍需企業であるアルバストル・エレクトリチェ（Albastru-Electrice）を中心に多数の企業が参加したエストバキア先進企業連合によって国家プロジェクトとして開発が開始した。
開発が進められた時期はユリシーズの落着によって経済やインフラが麻痺し、リエース派統一戦線（LUF）や東部軍閥といった軍閥が台頭しエストバキア内戦へ突入した時期とちょうど重なる。CFA-44の開発プロジェクト自体は東部軍閥が引き継いだが、国土に大きな被害を被った状況で莫大な予算を要する新型戦闘機の開発計画はマスメディアから批判の的となった。愛称の「ノスフェラト（吸血鬼）」から、マスメディアは国民の血税を吸う吸血鬼と揶揄したが、東部軍閥が支配するエストバキアにおいて言論の自由はなく、多くのジャーナリストが行方不明となった。
エストバキア内戦中に、東部軍閥を率いるグスタフ・ドヴロニク上級大将は空中艦隊構想を提唱した。CFA-44はアイガイオンを中核とする空中艦隊に配備する予定で開発が進められた。
試作型では航空機用レールガンの実戦運用に合わせて速度と運動性を犠牲にして安定性を重視した機体であった。後にエースパイロットのイリヤ・パステルナーク向けに大幅な改造が施され、安定性を犠牲に速度と運動性の向上が図られた。

### 特徴
高度なステルス性を実現するために、有孔セラミック方式のステルスコーティングが採用された。従来のものより耐久性が高く、かつ軽量であり、敵のレーダー特性に合わせて塗料の配合を変えることでステルス性を強化させることもできた。
操縦系統には電子妨害に強いフライバイライトが採用されたものの、整備性に問題を残していた。

#### 武装
主翼下には計4ヶ所のハードポイントがあり、パイロンを備えることでミサイルやUAV-45を懸架可能である。特にUAV-45は各パイロンに3機ずつ、最大で12機を懸架可能である。また、友軍機のUAV-45を管制化に置くことで、最大26機を運用可能である。
3ヶ所のウェポンベイに試作兵器のADMMや、航空機搭載型小型レールガン、ECM/ECCMユニットが搭載可能となっており、UAV-45を折りたたんで収納することもできる。
インフェルノ（Inferno）と呼ばれるADMMは、最大12目標に向けて同時発射可能な超小型多目的ミサイルを垂直に発射可能である。対地対艦対空を問わず、多くの目標の殲滅を単機で可能とする。射程は短いものの12目標への攻撃能力は乱戦時に有効であった。
プルガトーリョ（Purgatorio）と呼ばれるレールガンは、機体上面の2つのウェポンベイに左右1基ずつ搭載される。機体下部のウェポンベイにはバッテリーユニットを搭載しており、レールガンをある程度連射可能としている。バッテリーやレールの損耗に課題を抱えており、航空機用としては試作段階となっている。
コキュートス（Cocytus）と呼ばれるECM/ECCMユニットは、ジャミングにより敵ミサイルの誘導を無効にする電子戦装備となっている。機体上部2ヶ所のウェポンベイに搭載され、使用時のみウェポンベイから展開される。使用時には機体の利点であるステルス性を捨てることになるが、強力なビームを照射して敵ミサイルのセンサーや、敵機のパイロットの目を焼くことができる。

#### 捜索システム
全周覆域型統合センサーを有しており、複数のUAV-45とデータリンクすることでクラウドシューティングを実現している。UAV-45から送られてくる脅威情報からCFA-44は最適な武装で対抗し、空のアーセナルシップとしての役割を果たす。

### UAV-45
UAV-45はマーレボルジェという愛称で呼ばれる自律型の無人機である。CFA-44は無数のUAV-45を従えることで、攻撃能力とステルス性を向上させ本領を発揮することができる。
かなり小型な機体で、その大きさは機体を折りたためばCFA-44のウェポンベイにも搭載できるほどである。後退翼とカナード翼、2枚の垂直尾翼を持つ。エンジンは単発で、武装は機関砲のみである。機関砲は重量が嵩むため、電子ビームなどへの代替が検討されている。敵のレーダーを混乱させるため、CFA-44によく似たレーダー反射波を返すことが可能である。

### 運用
開発が滞ったことから、エメリア・エストバキア戦争では緒戦でわずかな機体が試験的に投入されるに留まった。また戦争末期にはシュトリゴン隊の隊長を務めたイリヤ・パステルナーク少佐の専用機が実戦運用された。
2016年3月31日、グレースメリア攻防戦でエストバキア軍は敗色濃厚となり、パステルナーク少佐は部下が撤退する時間を確保するため、マーレボルジェの大軍を率いて単身でエメリア軍に戦闘を仕掛けた。突然の大軍の出現とADMMによる攻撃でエメリア軍は一時的に混乱状態に陥り、味方部隊の離脱には成功したが、この戦闘でCFA-44は撃墜され空中で爆散し、パイロットのパステルナーク少佐も戦死した。
エメリア・エストバキア戦争の終戦後もCFA-44は細々と生産が続けられている。CFA-44の先進性は各国に広まることとなり、アルバストル・エレクトリチェなど先進企業群はエストバキア軍部から独立する形でCFA-44の改良案を策定し、量産化モデル開発のため多国間共同開発体制へと移行している。

### 作中の扱い
エースコンバット6
物語後半で敵機としてイリヤ・パステルナーク少佐の搭乗機が登場する。また、特定条件を満たすとプレイヤーも使用可能となる。
特殊兵装は、ADMM、EML、ECMPのいずれかを出撃時に選択する。ADMMはマルチでの使用は不可となっており、ベース機体未入手時の特殊兵装が、キャンペーンではADMM、マルチではEMLと異なっている。DLCとして、2008年1月31日に安定性を重視した試作型の「CFA-44 -PROTOTYPE-」が配信され、同年4月24日にセット販売された「RAZGRIZ SET 03」の中の一機として「CFA-44 -RAZGRIZ-」、同年7月24日に開発チームのPROJECT ACESのロゴが描かれた「CFA-44 -ACES-」が配信された。いずれも性能はベース機と異なっている。
デフォルトではカラーは3色から選択可能で、灰色のボディーにエメリアの国籍マークを施したエメリアカラー、シュトリゴン隊の機体色である赤黒いエストバキアカラー、胴体は青く翼部は白を基調としたエストバキアSPカラーから選べる。またDLCとして配信されたプロトタイプは機首部が青く胴体は白を基調としており、ラーズグリーズカラーは全体的に黒色を基調としている。PROJECT ACES仕様はエメリアカラーをベースにしており、国籍マークをPROJECT ACESのロゴに入れ替えてテールコードを「AC 006」へと変更している。
ADMMの使用時には専用の発射コードとして「ドライブ」、EMLを使用時には「スラッシュ」が使われる。
追加高難易度ミッションとして配信された「ACE OF ACES」ではヴィクトル・ヴォイチェク中佐の乗機であったり、アイガイオン防衛のためイリヤ・パステルナーク少佐が搭乗してアイガイオンから発艦し、無数のUAV-45を展開しつつプレイヤーとの戦いに臨む。
エースコンバット7
DLC「Original Aircraft Series」の1機として2020年10月28日に配信された。特殊兵装は『6』と同じADMM、EMLの他に、ECMとESMを同時に展開する統合電子戦システム（IEWS）が用意されている。
このうちEMLについて、本作ではEMLを特殊兵装として装備可能な機体が他にも複数存在するが、いずれも単装で連続発射はできないのに対し、本機は連装であるため2発までの連射が可能とされた一方、1発単位の威力は他機のEMLと比較して劣るという本作特有の仕様となっている。
カラーリングは最大8色から選択可能で、灰色のボディーのオーシアスキン、機体上面は青系迷彩で機体下面はグレー一色のエルジアスキン、オーシアスキンをベースに主翼にオーシアの国籍マークと尾翼にトリガーの各部隊在籍時のマーキングを施したメイジスキン、スペアスキン、ストライダースキン、『6』のプロトタイプカラーを再現したスペシャルスキン、シュトリゴン隊の機体色を再現したシュトリゴンスキンから選択できる。また、別のDLCの『25th Anniversary DLC Experimental Aircraft Series』を購入すると『インフィニティ』に登場したQFA-44のカラーを再現した蝶使いスキンが使用可能になる。

## エースコンバット アサルト・ホライゾン

### NATOによる調査

#### 観測と実戦
1980年代初頭、ルーマニアの黒海沿岸付近で三角形の影が西側諸国の衛星により発見された。影を落とす本体は雲に隠れて見えなかったが、三角形の影の先端から機首と思しき構造が見られたため航空機である可能性が浮上し、西側諸国が知る既存のソ連製航空機とは合致しない形状だったことからNATOから注意が払われた。それから間もなくしてルーマニアやウクライナの軍事基地で低解像度の機影が撮影された。しかし依然として情報に乏しく、NATOでは機影や赤外線画像から後退角の大きいデルタ翼の双発機であることしか掴めなかった。ソ連の主要設計局においてこれに該当する機体が開発中という情報も得られておらず、ソ連の新型機と断定できる根拠は得られなかった。本機に対し、NATOコードネームとして「ファンダンス（Fandance）」、アメリカ国防総省では捉えられた空域が前例のない場所であったため、DoD識別記号として新たなカテゴリを作り「Uni-D（Unidentified-Delta）」と命名した。しかしNATOの注目は1980年代を通じて登場し始めたMiG-29やSu-27へと移っていくことになる。しばらくファンダンスは西側諸国の監視網に捕らえられなかったため、何らかの実験機であったとする見方が強くなっていった。一方でアメリカではファンダンスがステルス機の可能性があるとして脅威を感じており、東側諸国を牽制するため1980年代末にModel-117Aの公開に踏み切った。1990年代初頭には衛星でアフリカや中東の紛争地帯でファンダンスの姿が確認されるようになり、1990年代中頃には紛争地帯でファンダンスと交戦したパイロットも現れだした。ファンダンスと交戦し撃墜されたパイロットによれば、機体の上部分から砲台のようなものがせり上がり撃たれたとし、ロックオンアラートも鳴らなかったという。発射に際して閃光が見えたと述べ、やや離れた位置にいた僚機のパイロットも高速の火の筋が伸びたと述べている。この戦闘は地上レーダー施設でもモニターされていたが、ファンダンスのブリップは時折レーダー上から消滅した。それ以外には、アメリカの高高度偵察機がルーマニア領空を強行偵察した際に、ルーマニア領内の航空基地に多数のファンダンスが駐機している様子が確認された。

#### 残骸の調査
アフリカの某国でファンダンスの墜落事件が発生した。場所が西側諸国の勢力圏だったため、NATOによって回収された。パイロットは脱出に失敗し死亡していた。残骸から製造データプレートが発見され、当該機は1989年にルーマニアのコンスタンツァ県に位置する旧コアンダ工廠で製造されたもので、機種名はCFA-44であることが判明した。機体構造は消失部位が多く不明瞭な点が多く残ったものの、ある程度の構造を掴むことができた。アビオニクスに関しては自壊装置が作動していたためレドームやコックピットの損傷が激しく、相当なグラスコックピット化が為されていることしか分からなかった。カナード基部の右側にはGSh-30-1を元にしたものと推測される30mm単砲身水冷式機関砲が搭載されていた。左側にもガンベイの存在が認められるが、作動した自壊装置により何が入っていたかは掴めなかった。構造レイアウトは鏡対象となっており、仮に武装を搭載するにしても左側専用の装備が必要であろうと推測されている。
ウェポンベイの存在により構造の複雑化を免れないため、機体構造強度から各部にかなりの負担がかけられるのは間違いなく、相当に発達した制御システムが必要であり、ルーマニアによる単独開発は不可能でソ連のアビオニクス技術があったとしても困難だと推測されている。
残骸の回収により、諜報で得られた文書の中に長らく重視されてこなかった記述がCFA-44に関連するものである可能性が発生した。文書によれば背部ベイ搭載パックには新型砲、垂直発射式小型ミサイル、デコイパック、撃ち放し式AAM、増加燃料タンクといった装備があるとされる。なお、この諜報ルートで得られた機体のコードネームは「ノスフェラトゥ」である。

#### 共和国
「共和国」はCFA-44を独自開発したと喧伝しているものの、その実態は疑わしく第三国からの技術流入の可能性があるとされる。本来は艦載機として開発が進められていたが、失速しやすいという欠点を持っており海軍では採用されなかった。その優れた性能を惜しんだ軍は空軍での少数採用を決定し、秘密部隊の「不死部隊」のみに限られる秘密兵器として運用した。また、不死部隊での運用が決まるとCFA-44には手が加えられ、エース級パイロットの操縦を前提として運動性能を改善しようとした結果、安定性を欠いた癖の強い機体になった。

### 構造
過去の観測からCFA-44にいくつかのバリエーションがあることが確認されており、特にカナードの形状や基部が変化している様子は顕著であった。NATOは暫定的に、初期に衛星の画像として写ったものを「ファンダンスA」、カナードが変化したものを「ファンダンスB」と呼称している。
『エースコンバット アサルト・ホライゾン』の作中でプレイヤーが扱えるCFA-44の外観とコックピット内装はストレンジリアルのものと大きな差異はないが、キャノピーは青紫色になっている。

### 作中の扱い
エースコンバット アサルト・ホライゾン
2011年12月21日にDLCの「オンライン強化パック」の一部として配信され、購入することでプレイヤー用の機体として使用可能となる。失速時等の警告音声は旧東側諸国機に準じたロシア語に設定されている。
特殊兵装は『6』と同じくADMM、EML、ECMの3種類。オンラインモードではセッション設定で第6弾のアイテムが使用可能に設定されていれば使えるが、逆にキャンペーンでは使用できない（フリーミッションでは使用可能）。本作ではゲームシステムが一新されたため、特殊兵装の仕様も変更されている。ADMMはマルチロックオンの仕様変更に伴い、ロックオンに要する時間が大きく増加している。EMLはDFM専用の照準システムが追加された他、再装填までの時間が大幅に伸びるなどの調整が行われている。ECMもDFMに合わせた効果が追加されている。
カラー1が『6』のエメリアカラー、カラー2がプロトタイプカラー、カラー3がシュトリゴン隊カラーとなっている。
エースコンバット イカロス・イン・ザ・スカイ
共和国の不死部隊の教官を務める傭兵のアッシュの搭乗機として登場する。国際宇宙ステーション「ISS-II」から降下するSSTOを共和国に誘導するため、SSTOにEMP弾を撃ち込み通信を断った上で誘導を試みるが、SSTOの誘導を命令された共同試験評価隊所属の2機のASF-Xと遭遇し交戦する。レールガンでアサノ機のASF-Xの片翼を破壊するが、ナガセ機のASF-XからAAM-4Bによる攻撃を受け姿を消す。

## エースコンバット インフィニティ

### 開発経緯
次世代ステルス艦上戦闘機として最新技術を結集して開発された。戦時中に突貫でロールアウトした試作兵器を搭載している。
派生機として、無人化された「QFA-44 カーミラ」が開発されており、人工衛星から遠隔操縦が可能である。また、レーザー砲を搭載した「MQ-90L」を複数機同時に制御できる。

### 構造・実戦運用
ADMMのロックオン数は最大6個になっており、最大ロックオン時には12発のミサイルがそれぞれの標的に2発ずつ突入する様になっている。
一部の非常招集ミッションで敵機として登場する。

### プレイヤー機
CFA-44 -Strigon Leader-
2015年6月1日から6月30日までの期間限定ドロップとして、『6』のシュトリゴン隊仕様の機体が通常機体に先行する形でプレイヤー機として実装された。
CFA-44
2015年9月18日のアップデートで実装された。機体色は灰色のボディに青紫色のキャノピーとなっている。
特別機に比べ搭載可能な特殊兵装に差異はないが、初期性能は若干抑えられたものとなっている。

### QFA-44
QFA-44 カーミラ（Camilla / Carmilla）はCFA-44を無人化したもので、無人化によりキャノピーの内部から操縦席は取り外され、代わりに何らかの機械が搭載されている。遠隔操縦には何らかの制限があり、時間切れを起こすと機動力が著しく低下する。ベース機と同じくADMMを搭載している。愛称は女吸血鬼を意味し、原型機であるCFA-44の愛称と対となるものとなっている。
ユージア軍のエースパイロットである「蝶使い」が人工衛星の中から低軌道の衛星通信網を利用してQFA-44を遠隔操縦し、国連軍と交戦している。
2019年8月10日、蝶使いが操るQFA-44がアイガイオン級重巡航管制機からMQ-90Lを帯同しつつ発艦し、アローズ社のボーンアロー隊および国連軍のリッジバックス隊と交戦した。国連軍機を一部撃墜したものの、結果的にQFA-44は撃墜された。2020年5月21日、南米からアメリカ本土へ攻撃に向かった戦闘機部隊がネバダ州のエリアB7Rで国連軍と交戦しており、蝶使いが操るQFA-44もこの戦闘に参加し、MQ-90Lと共に奇襲攻撃で国連軍のジャベリン隊機を一瞬で全機撃墜した。その後、国連軍との戦闘でQFA-44は撃墜された。
オンラインの共同戦役ではモスクワ、アドリア海、B7Rマップで登場し、非常招集ミッションの各種高難易度ミッションにも登場する。
MQ-90Lの同時管制数は戦争を通じて増しており、キャンペーンモードでの東京では最大6機、B7Rでは最大10機、オンラインの高難易度ミッションでは最大18機が確認できる。

### MQ-90
MQ-90 クオックス（Quox）は、日本が開発した無人戦闘機。航空自衛隊の主導で開発され、米軍などにも導入されている。
『AH』と同じ世界観を舞台にした小説『エースコンバット イカロス・イン・ザ・スカイ』に登場する、航空自衛隊と「ステイツ」が共同開発している無人戦闘機「Q-X」をベースにデザインされた機体である。愛称は童話「オズの魔法使い」シリーズの「オズのチクタク」に登場する竜を意味する。

#### 構造
全翼機であり、主翼は中程までは下半角を持つ前進翼で、翼端側は上反角と後退翼を持つ大きな動翼となっている。主翼幅を大きくしたことで安定した長時間巡航が可能である。主翼部を空力的な不安定な前進翼にしつつ動翼部を後退翼にしたことで安定性を確保し、動翼を動かすことで高い機動力を発揮できる。左右の動翼を左右非対称に動かすことで水平旋回時にも揚力の確保を可能としている。超音速飛行は可能だが超音速巡航は不可能で、亜音速以下での飛行能力に重点が置かれている。また無人機でありコックピットが存在しないため、機体の全長はほぼF110エンジンで占められている。機首中央にはショックコーンがあり、右側にはレーダーや電子式光学照準システム（EOTS）を搭載する。機首の下部には失速機動に対応した後ろ向きのエアインテークがある。
操縦システムは改良型GPS衛星を使用する半自動型となっている。
武装は固定武装として機首左側にGAU-19機関銃を搭載する他、胴体内部に99式空対空誘導弾を内蔵可能である。
派生型の「MQ-90L クオックスbis」ではレーザー砲をピギーバック方式で搭載することが可能となっている。レーザー砲によって敵機への攻撃や敵ミサイルの迎撃が可能で、さらに光学装置でフライトヘルメットを識別すると自動でレーザー攻撃を加える仕組みとなっており、敵機からベイルアウトしたパイロットを直接攻撃することが可能である。

#### 運用
ヴェルナー社製のものがテログループに提供され、同社によって操縦システムも盗み出された。その際に改良が加えられており、GPSを使わない別の中継手段を利用する仕組みとなっていた。
2019年5月1日、テログループがMQ-90を用いて東京に停泊中の国連軍の艦船並びにシナガワからカワサキにかけての沿岸地帯を攻撃した。これに対しアローズ社や自衛隊機が迎撃し全機撃墜された。同年8月10日の東京での戦闘でQFA-44に帯同し、撃墜されベイルアウトしたリッジバックス隊隊長のスラッシュをレーザー砲で殺害した。2020年5月21日には上述するようにネバダ州のエリアB7RでQFA-44にMQ-90Lが帯同し国連軍と交戦している。
一部の非常招集ミッションのMQ-90が登場し、非常招集ミッションの高難易度ミッションではMQ-90LがQFA-44の随伴機として登場する。

#### デザイン
デザインは『エースコンバット イカロス・イン・ザ・スカイ』に登場した無人機「Q-X」の印象に準じたグロテスクな形状を意識している。

## マッハストーム
自機および味方機として登場する。ゲームの仕様上、特殊兵装は一切使用できない反面、通常ミサイルを最大6発まで同時に発射可能なほか、敵ミサイルに対する迎撃能力を有する。
筐体には「CFA-44 Nosferatu」と表記されている。また、稼働開始前の筐体では「FA44/BLOCK60」という表記も見られる。メインビジュアルでは翼下のパイロンや胴体側面に多数のミサイルを搭載している。また、テールコードとして垂直尾翼には「AS」と表記されている。作中に登場する友軍機の主翼にはエメリア共和国の国籍マークが描かれ「GM」と書かれた垂直尾翼を持つ。

## その他の登場作品
『ASTRO's PLAYROOM』において初代エースコンバット仕様のカラーリングが施されたCFA-44が登場する。

## デザイン
三人称視点やコックピット視点で武装が展開する様子を目で見て楽しんで貰うため、特殊兵装の展開時にウェポンベイがせり上がる構造となった。デザインが先に決まったものの、Su-27などの大型機と比較するとボリューム不足が感じられたため、スケールアップが図られて全長は25m近い大きさとなった。この大型化が祟って『エースコンバット7』での実装時にハンガーに入らないのではないかという懸念が発生したが、結局のところギリギリで入ったという。

## 立体化
2022年7月25日、コトブキヤよりエースコンバット1/144架空機プラモデルシリーズ第6弾としてプラモデルが発売された。エースコンバット7のSkin#07「シュトリゴンスキン」をイメージした通常モデルと、塗装がないダークグレー成型の「For Modelers Edition」の2種類が展開された。ボックスアートは天神英貴が担う。